# Гай-Парк
Гай-Парк — муніципальний парк у Торонто, Онтаріо, Канада. Гай-Парк — це змішаний рекреаційний і природний парк зі спортивними спорудами, культурними закладами, освітніми закладами, садами, ігровими майданчиками та зоопарком. Одна третина парку залишається в природному стані, представляючи біотоп савани з рідкими дубами. Гай-Парк був закладений на ділянці, що належала Джонові Джорджу Говарду і була передана у власність місту Торонто. Парк був відкритий для публіки в 1876 році. Він займає площу 161 га і є другим за величиною муніципальним парком у Торонто після Сентенніал-Парку.
Гай-Парк розташований на захід від центральної частини Торонто, на північ від затоки Гамбер-Бей, і підтримується Департаментом парків міста Торонто. Він простягається на південь від району Блур-стріт-Вест до Квінсвей, на північ від озера Онтаріо. На заході він обмежений Елліс-Парк-роуд і ставком Ґренадір-Понд, а на сході — Парксайд-драйв.

## Опис
Ландшафт парку горбистий, з двома глибокими ярами, що простягаються на всю відстань парку з півночі на південь. Значні природні частини парку класифікуються як провінційні природно і науково вжливі території.

### Східний яр

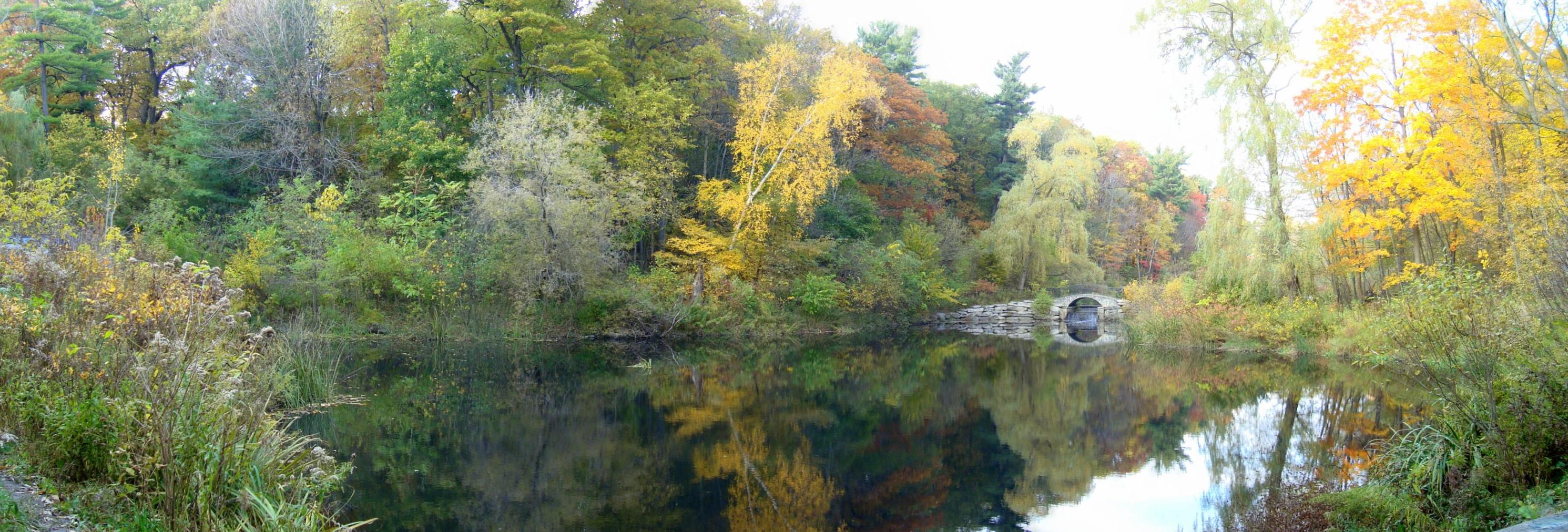
Східний яр у Гай-Парку.

Східний яр — заглибина, орієнтована з півночі на південь, що займає східну половину парку вздовж невеликого струмка та кількох ставків. Лісиста зона починається в північно-східному куті парку, від вулиць Блюр і Кіл. Струмок починається від ставків з джерельним живленням, — ставка Говарда та ставка Рідаут і тече на південь через яр уздовж Спрінґ-Крік-роуд. На півдорозі до південної межі парку яр менш лісистий з місцями для пікніків, ігровим майданчиком і зоопарком. У ставку, на захід від ігрового майданчика, часто зустрічаються кілька видів качок, у тому числі каролінських. Ставок був історично одним із перших місць, де було проведено кільцювання птахів, воно позначене табличкою. Там іноді можна побачити чапель північних. З нижнього ставка, на північ від Квінсвей, вода стікає по трубах на південь до озера Онтаріо.
Східний яр лежить над підземною річкою. У 2003 році міські робітники знайшли переконливі докази існування Лаврентійської річкової системи передльодовикового періоду, коли закривали дві артезіанські свердловини на ставку в північно-східному куті парку. Свердловини почали викидати шлейф води, піску, сланцю та гравію на 15 метрів у повітря. Завдяки цьому відкриттю геологи нарешті точно визначили південний кінець цієї стародавньої річкової системи, південний потік якої починається біля затоки Джорджен-Бей. Підземний потік, що протікає на глибині 50 м під поверхнею в чистій корінній породі, залишався непорушеним протягом тисяч років.

### Центральна рівнина і савана

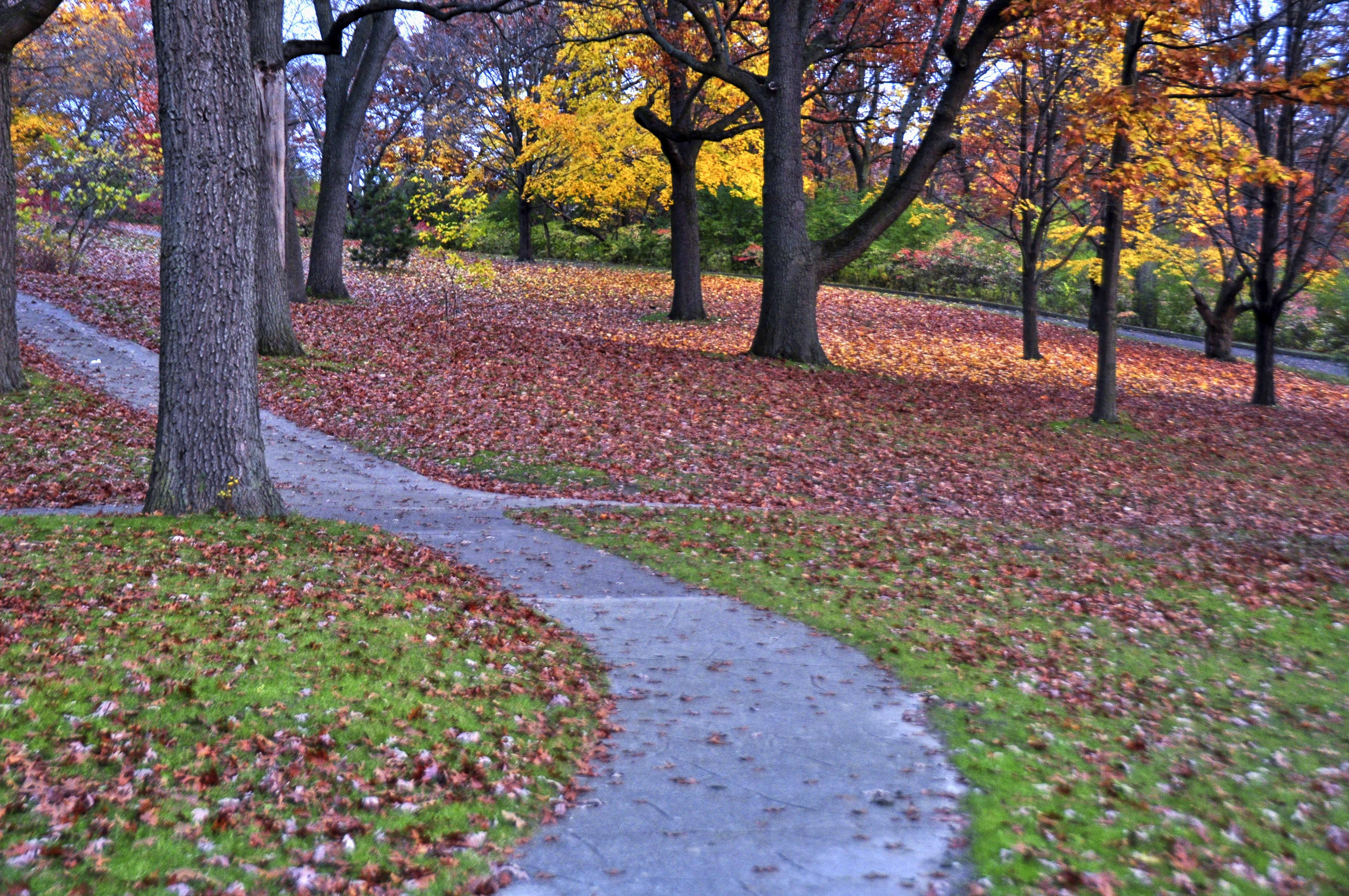
Центральна частина Гай-Парку включає ділянку відкритого середовища існування, яке називається дубовою саваною.

Центральна частина являє собою велику рівнину, що охоплює більшу частину північної межі, поступово звужується до точки, що виходить на озеро, де знаходиться маєток Колборн-Лодж. Хоча більша частина рівнини призначена для пікніків, садів і спортивних майданчиків, на ній є ділянка відкритого середовища існування, яка називається дубовою саваною, прикладів якої в Онтаріо небагато. Високі дерева дуба чорного, які зустрічаються по всьому Гай-Парку, є характерною рисою цього середовища проживання. Багатьом деревам понад 150 років. Савана перебуває під особливою опікою міста та волонтерів-захисників. Лісисті території Гай-Парку зберігаються так, щоб імітувати природні умови, а повалені дерева залишають гнити. Регулярні контрольовані спалювання проводяться, щоб імітувати лісові пожежі та їхній сприятливий вплив на дуби. Немісцеві рослини поза межами декоративних садів виполюють волонтери. Проте, на території парку не бракує штучно висаджених дерев, у тому числі ялини колорадської, сосни звичайної та катальпи північної.

### Ґренадір-Понд
Ґренадір-Понд — велика водойма розміром 14,2 га, розташована на західній околиці парку. Ставок названий на честь місцевого гарнізону міста Йорк у 1800-х роках і використання ним ставка для риболовлі. Про ставок ходять дві місцеві легенди. Одна з них полягає в тому, що британські гренадери провалилися крізь його тонкий лід, коли переходили, щоб захистити місто під час війни 1812 року. Однак гренадерська гвардія не була розміщена у Форт-Йорку в цей час, а скоріше 8-й (королівський) піхотний полк, який не пов'язаний з гренадерською назвою. Варто зазначити, що більшість британських піхотних полків групували найбільших і найсильніших чоловіків разом у цей період, щоб сформувати підрозділи «гренадерів», які формувалися на правому фланзі свого головного полку. Інші міфи включають те, що ставок «бездонний», тобто його глибину неможливо виміряти через кількість мулу. Риболовля на ставку залишається популярним видом відпочинку. У ставку водяться кілька видів риб. Риба, виловлена в ставку, безпечна для споживання, тут проводилися рибальські змагання.

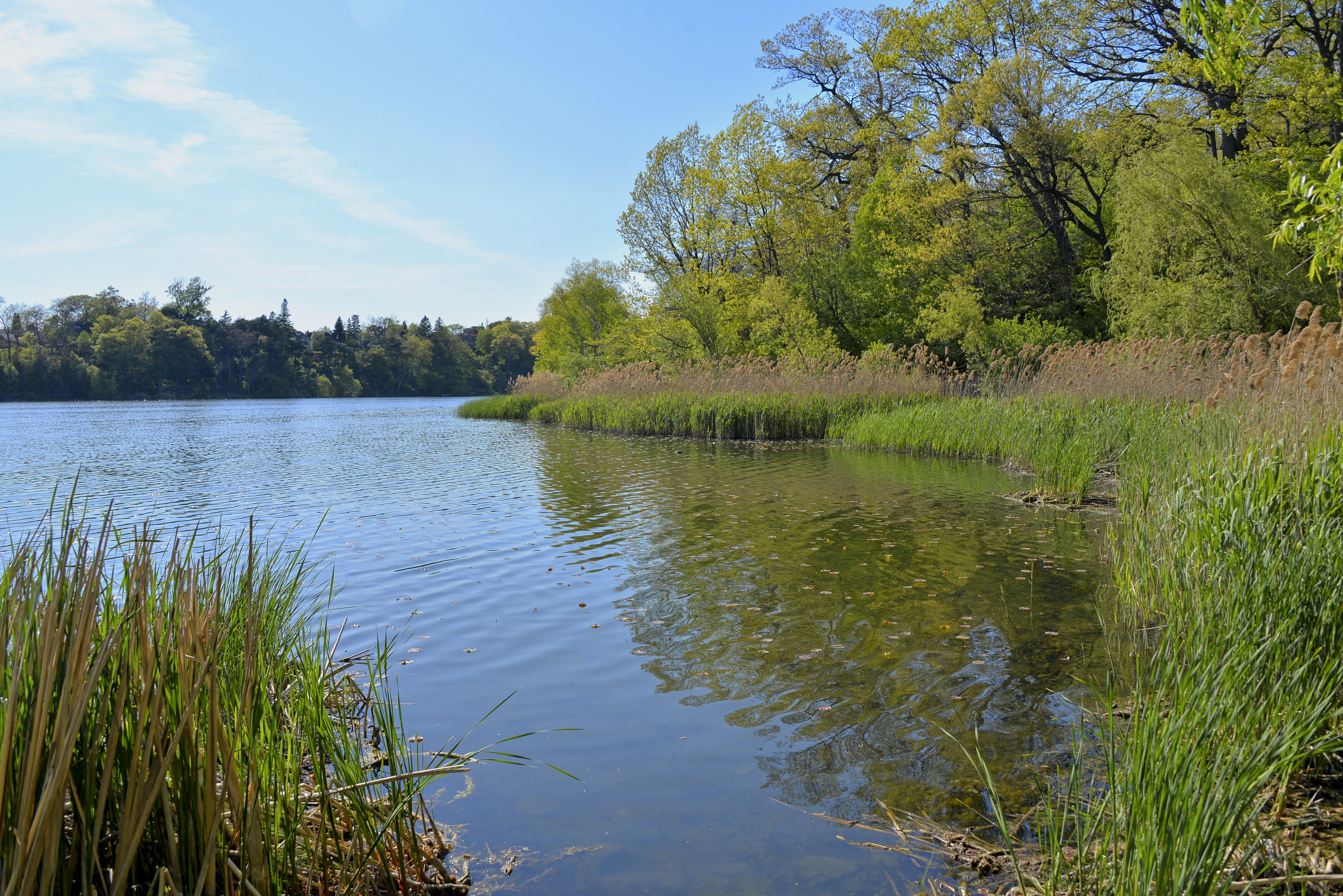
Ґренадір-Понд — велика водойма, розташована на західній околиці Гай-Парку.

Були зроблені ініціативи щодо оздоровлення середовища ставка та прилеглої території. Ґренадір-Понд отримує частину води з Вендіґо-Крік (невеликий струмок, який починається біля Дандас-стріт Вест і Ло-стріт і спускається до піщаної коси озера Онтаріо) до Вендіґо-Понд і підземних потоків, що живлять його з півночі. Північний кінець ставка був натуралізований, завдяки формуванню водно-болотного угіддя для фільтрації води, яку ставок отримує з потоку. Південний і південно-західний берег ставка також були натуралізовані: були видалені доглянутий газон і бетонне замощення берега, щоб покращити стан ставка та відвадити ватаги канадських казарок. Тепер таблички закликають відвідувачів не годувати водоплавних птахів. Ґренадір-Понд є домом для багатьох видів птахів і болотної дикої природи. Ставок виходить до озера Онтаріо через труби поблизу парку сера Казимира Ґзовського, замінюючи природну піщану косу, яка існувала при впадінні Вендіґо-Крік. Уздовж східного берега ставка є сади Гай-Парку на схилі пагорба та вишневий гай.
На його північному кінці є залишки Вендіґо-Крік, Вендіґо-Понд і дитячий майданчик. Струмок, ставок і шлях Вендіґо, ймовірно, названі на честь вендіґо, міфічних канібальних істот алґонкінської міфології. Алґонкіни не мали поселення в парку, але, як вважають, використовували його для полювання та риболовлі та вирощування кукурудзи на піщаних горбах, що нині належать до парку. Яр, що простягався на північ уздовж струмка, свого часу простягався на північ від парку, повз вулицю Блюр. Яр було засипано, щоб забезпечити продовження вулиці Блюр та житлову забудову на північ від парку.

## Історія

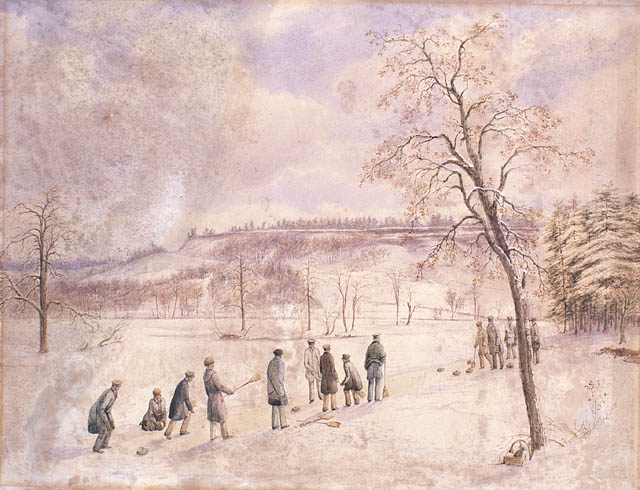
Акварель 1836 року із зображенням керлінгу в Гай-Парку авторства Джона Джорджа Говарда, першого власника змель парку.

У 1836 році Джон Джордж Говард придбав 65-гектарну нерухомість у графстві Йорк, на захід від Торонто, для ферми овець, вартістю 1000 доларів США. Саме тут Говард спроєктував і побудував Колборн-Лодж, котедж у стилі регентства в 1837 році як резиденцію для своєї сім'ї.
У 1854 році залізниця вперше пройшла на південь від маєтку Говарда. Говард продав ділянку землі площею приблизно 0,81 га уздовж південного краю території залізничній компанії Гамільтон і Торонто (Велика західна залізниця) за 300 фунтів стерлінгів. Піщану косу, що відокремлює Ґренадір-Понд від озера Онтаріо, було засипано та використано для залізничного насипу. Для контролю рівня води встановили випускний водозливний дренаж. У 1891 році ще одна смуга була продана Grand Trunk Railway за CA$1,000.

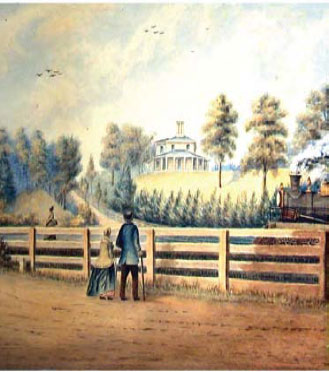
Колборн-Лодж в 1865 році. Кілька років потому, у 1873 році, Говард заповідає це майно місту Торонто як міський парк.

Після успішної кар'єри архітектора, інженера та землевпорядника в місті Торонто Говард пішов тут на пенсію в 1855 році. У 1873 році Говард і його дружина погодилися передати свою заміську власність площею 40 га  місту Торонто. Було кілька умов для передачі, в тому числі те, що Говарди продовжують жити у своїй резиденції, ніхто не має права пити чи продавати алкогольні напої в парку, і що місто утримує парк «для безкоштовного використання, користі та задоволення громадян Торонто назавжди і називатися та позначатися в будь-який час після цього як Гай-Парк». Місто також повинно було сплатити CA$300 і щорічну пенсію в розмірі 1200 доларів США, доки хтось із них буде жити. Міська рада проголосувала 13 проти 2 за прийняття умов Говарда. Двоє незгодних вважали, що парк надто далеко від міста, щоб бути корисним для його громадян. У той час прямий доступ до власності Говарда був лише човном, лінією Великої західної залізниці на південь або платною дорогою. Незабаром після цього була побудована «Дорога до Гай-Парку» від Лейк-Роуд до земель парку, сьогоднішні Спрінґ-роуд і Центр-роуд.
У 1876 році до 49-гектарної частини власності Говарда додались 71 га, викуплений у Персіваля Рідаута на схід від ферми Говарда. Решта південні 16 га власності Говарда, включаючи Колборн-Лодж, перейшли до міста після смерті Джона Говарда в 1890 році. Подружжя Говардів поховано в Гай-Парку під кам'яним пам'ятником, перед яким розташована частина вишуканої огорожі з собору Святого Павла в Лондоні, Англія, через дорогу від Колборн-Лодж. Сьогодні у Колборн-Лодж є музей, що містить багато оригінальних меблів Говарда та колекцію акварелей Говарда з періоду раннього Торонто. Музей працює цілий рік.
Західна частина Гай-Парку, включаючи Ґренадір-Понд, була приватною власністю родини Елліс (на чолі з Джоном Еллісом), на честь якої названо Елліс-авеню. Сім'я Елліс продала землю сім'ї Чепмен, яка використовувала Ґренадір-Понд для виготовлення льоду під торговою маркою Grenadier Ice Company з 1880-х років. Після того, як поширилось виробництво штучного льоду та сучасних холодильників, виробництво льоду в Ґренадір-Понд припинилося приблизно в 1920 році (операції перемістилися на озеро Сімко під керівництвом Альфреда Г. Чепмена, архітектора з Торонто, який успадкував сімейний бізнес після смерті свого батька). Компанія Grenadier Ice Company була розташована на південь від Ґренадір-Понд і на схід від Елліс-авеню. У 1930 році Чепмени продали 29,1 га, включаючи ставок, місту за 150 000 доларів США.

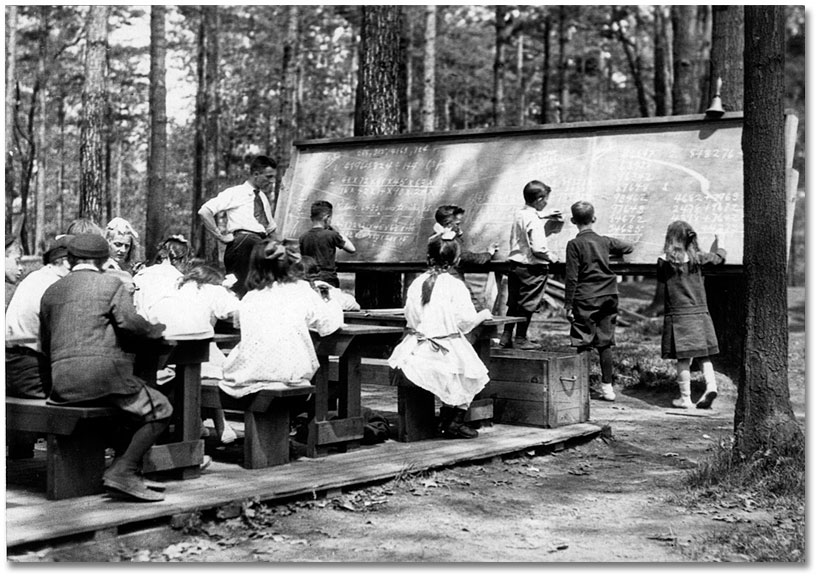
Учні школи High Park Forest у 1917 році. Вперше школа була відкрита в парку в 1915 році.

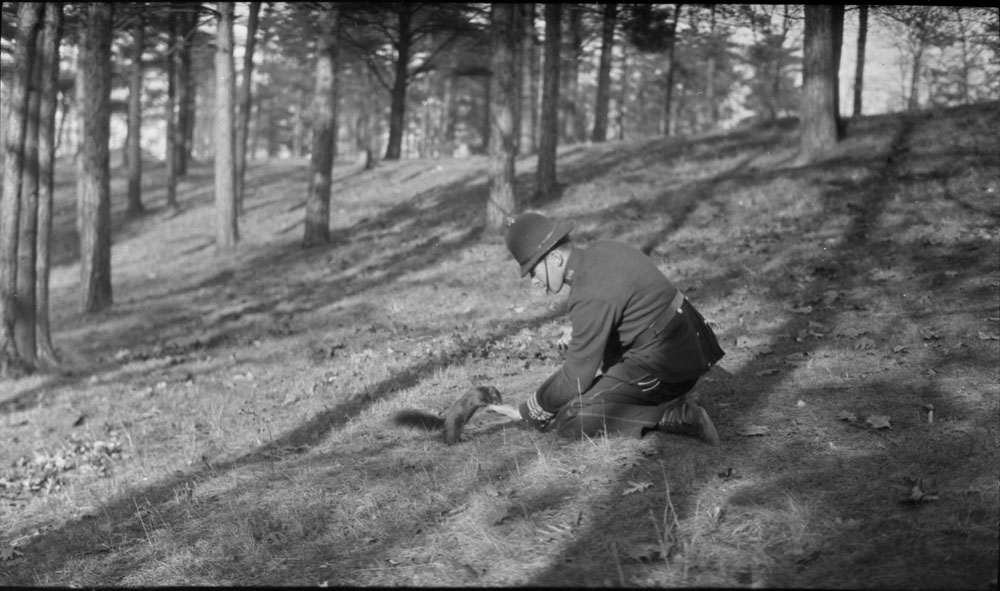
Поліцейський годує вивірку в Гай-Парку, 1917 рік

Лісова школа Гай-Парк була відкрита в 1915 році на двох акрах між Colborne Lodge Road та Spring Road. Державна школа була призначена для дітей із «низькою життєвою силою», у ній наголошувалося на фізичній активності, а не на навчанні, і часто проводилися заняття просто неба. Після 1960-х років будівля використовувалася різними організаціями і була звільнена в 2013 році. У 2015 році в будівлю переїхав High Park Nature Center.
У 1921 році на північний захід від Ґренадір-Понд були знайдені могили на піщаному хребті, під час будівництва дороги поблизу Гаркрофта та Олімпус-авеню, тодішнього пташиного заповідника Гаркрофта архітектора Дж. А. Гарві. Вісім скелетів були знайдені в сидячому положенні в червоному піску під величезним пнем. Поруч були знайдені інші, менші скелети. Людські останки були датовані між 2500 роком до н.е. і 800 роком нашої ери, що вказує на певну присутність корінних народів у Гай-Парку. Останки були покриті порошкоподібною речовиною гематитового червоного кольору за звичаєм народу Червоної фарби, який жив у Новій Англії та Атлантичній Канаді. Місце також схоже на поховання корінного народу Червоної Охри, які влаштовували поховання в піщаних хребтах.
7,3 га Гай-Парку пізніше були передані Metro Transportation, коли будувалась траса Квінсвей у ранніх 1950-х. Ця передача порушувала умову, дану оригінальному власникові Джону Говарду про виключне використання земель лише як парку. Тоді представники Метропольного Торонто розшукували спадкоємців Говарда для отримання згоди.
Парк був відомий як місце для таємних зустрічей гомосексуалів у дні до декриміналізації гомосексуальності в Канаді в 1960-х роках. Його репутація місця зустрічей зберігалася десятиліттями пізніше. У 1985 році група з п'ятьох молодих підлітків з передмістя Торонто пішла в Гай-Парк і забила до смерті 40-річного бібліотекаря.
У 1993 році був заснований Консультативний комітет громадян Гай-Парку як волонтерська група, щоб допомогти місту Торонто в управлінні парком. У 2003 році групу було перейменовано на Консультативну раду громади Гай-Парку. Група та її відділення розробили різні програми та ініціативи для парку, включно з програмою волонтерського опікунства, яка бере участь у збереженні та захисті навколишнього середовища парку. Група активно просуває природні види рослин у парку, а волонтери регулярно видаляють інвазивні немісцеві види.
За даними Товариства збереження історії Тайякона, у парку є 57 курганів стародавніх корінних народів. У травні 2011 року одне з таких місць зайняло Товариство. Це місце, невеликий пагорб, відомий як «Зміїний курган» на західному березі Нижнього качиного ставка, було зруйноване незаконним використанням велосипедів BMX. Товариство у співпраці з міською владою Торонто огородило це місце та працювало над відновленням місця, усуненням ерозії та видаленням наявних велосипедних пандусів-гірок. Спочатку пропонувалося замінити майданчик для велосипедів BMX на південному кінці Спрінґ-роуд, але опозиція громадськості призвела до того, що велотрек побудували на південь від залізниці, на землі, яка була засипана в 1920-х як частина Саннісайд-Парку. Курган на північ від ресторану «Ґренадір», відомий як «Ведмежий курган», на думку Товариства, також є стародавнім курганом, хоча оцінка, проведена для міста, дійшла іншого висновку.
У 2012 році міська рада Торонто під час циклу скорочень міських послуг проголосувала за припинення підтримки зоопарку Гай-Парк і пошук альтернативного фінансування. Експлуатація зоопарку коштувала понад CA$100,000 щорічно, і ним керував Департамент парку та відпочинку міста. Для збору коштів і пошуку інших спонсорів для зоопарку була створена організація «Друзі зоопарку Гай-Парку». У квітні 2012 року організація успішно знайшла спонсора (Honey Family Foundation), поки організація зорганізує постійне джерело фінансування. Спонсор мав подвоювати громадські пожертви протягом наступних трьох років.

## Пам'ятки

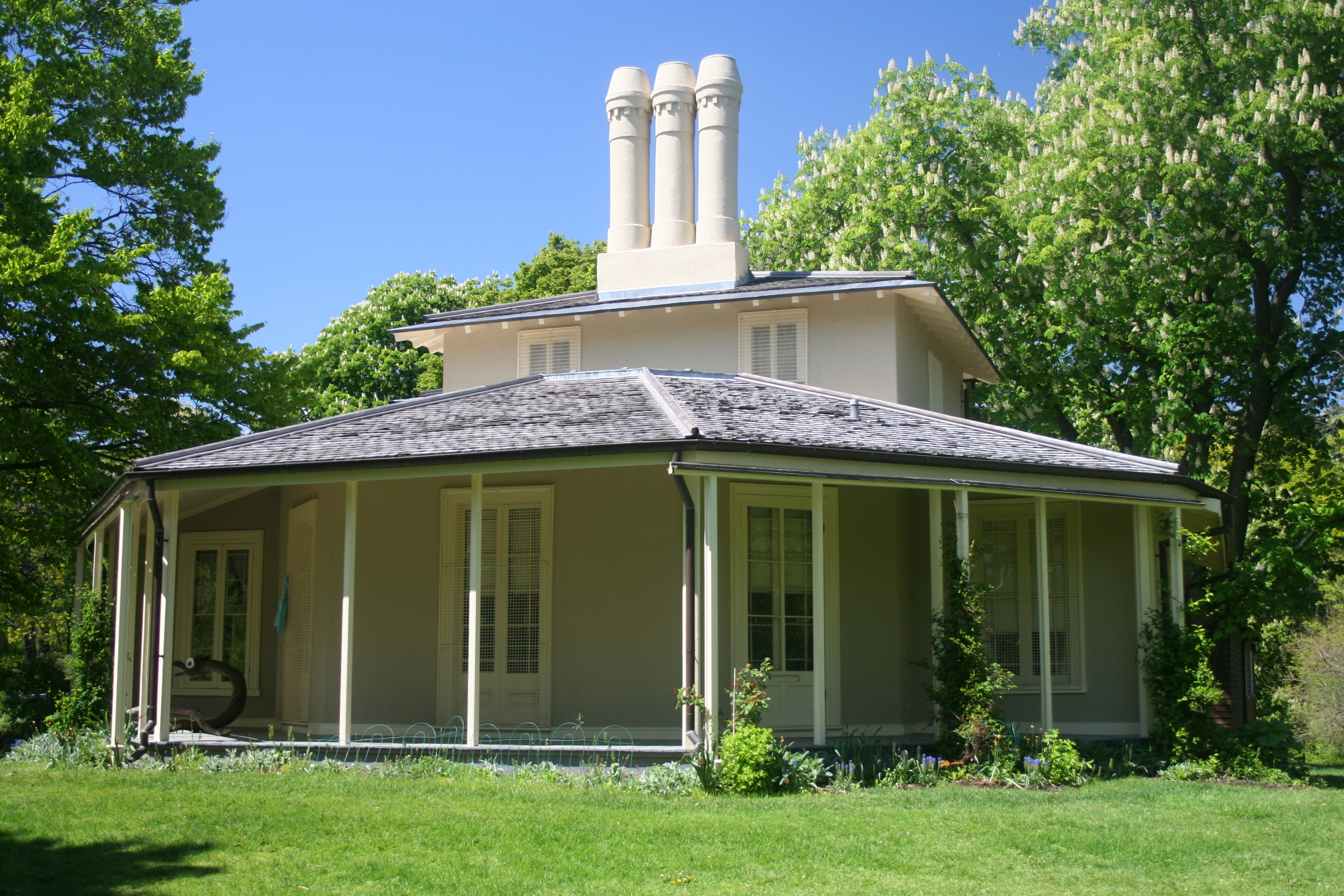
Завершений у 1837 році котедж Колборн-Лодж зараз є історичним музеєм, розташованим у парку.

У парку є кілька визначних місць, зокрема історичний музей Колборн-Лодж, сади на схилі пагорба, зоопарк, кафе Ґренадір (пестливо зване Ґренні (бабуся)) амфітеатр. У парку також є спортивні майданчики, хокейна ковзанка, басейн, тенісні корти, дитячі майданчики, природні стежки та численні місця для пікніків.
З весни до осені кожні 30 хвилин парком курсує «безрейковий поїзд» — тягач, який буксирує кілька вагонів, оформлених у вигляді червоно-білого поїзда. Поїзд зупиняється біля вулиці Блюр, північно-західного ігрового майданчика, на захід від Ґренадір-кафе, біля Ґренадір-Понд, на південь від Колборн-Лодж і на ігровому майданчику Bell. Квитки на поїзд купуються у провідника поїзда.

### Колборн-Лодж
Колборн-Лодж — це історичний музей, розташований у будинку 1836 року, побудованому Джоном Джорджем Говардом, архітектором, інженером і видатним жителем Торонто, який був першим землевласником Гай-Парку. Говард побудував цей будинок для себе та своєї дружини Джемайми Франсез Мейкл. Після його смерті в 1890 році будиночок став власністю міста. Він розташований на вершині пагорба з видом на озеро Онтаріо. Через дорогу від будиночка знаходиться могила Говарда, пам'ятник Говарду та його дружині. Ворота огорожі для піраміди привезені до Канади, оригінально належали до собору Святого Павла в Лондоні, Англія. Вони датуються 1714 роком, розроблені Крістофером Реном. Говард доставив їх з Лондона в 1875 році.

### Сади

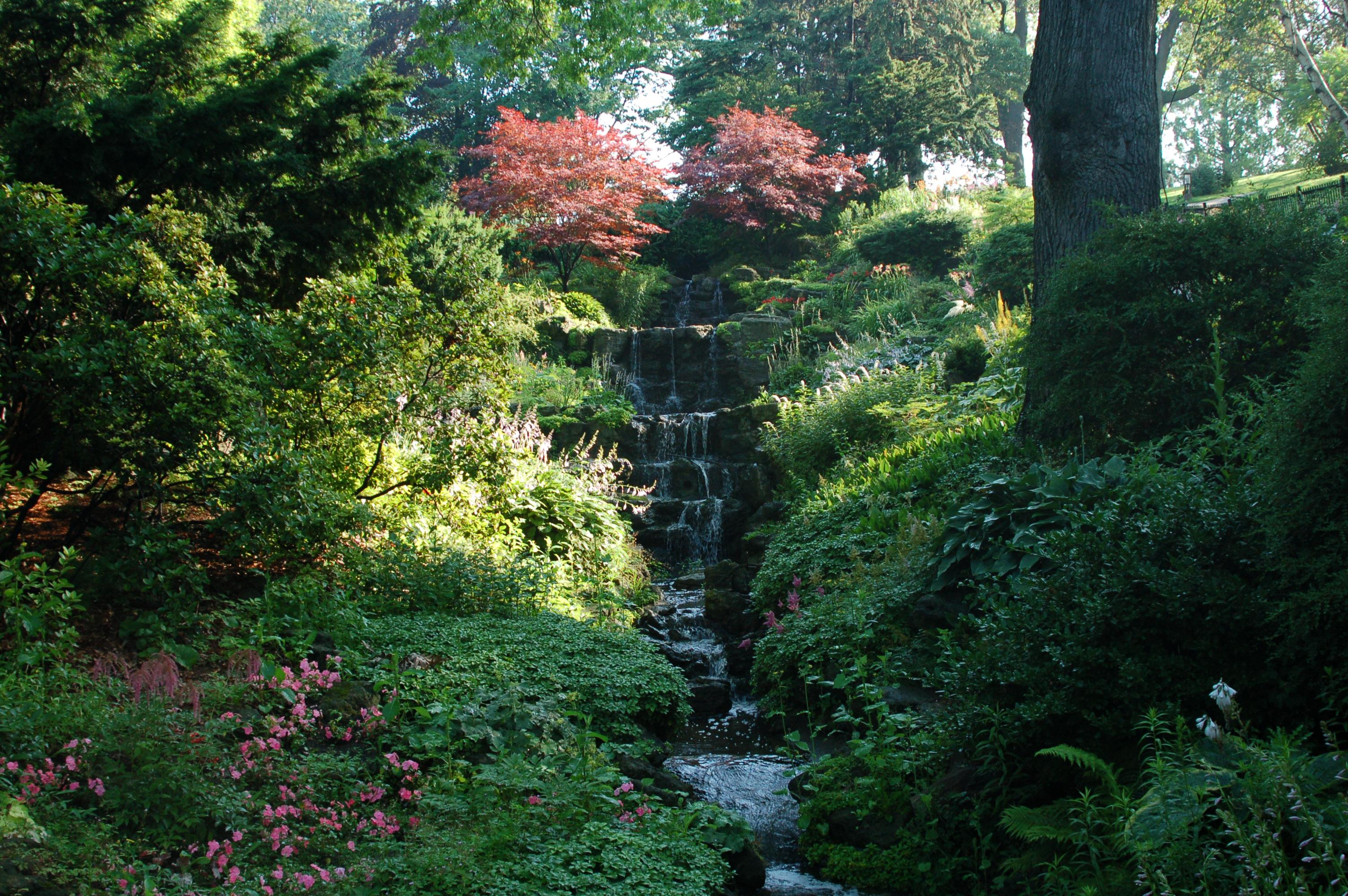
Ландшафтні сади в Гай-Парку

На пагорбі на схід від Ґренадір-Понд, що тягнеться до Колборн-Лодж-Роуд, є ландшафтний декоративний сад, відомий як «Сади на схилі пагорба». Біля кафе «Ґренадір» від вершини пагорба тягнеться альпінарій, який пролягає на південний захід майже до берега ставка. Уздовж Колборн-Лодж-Роуд є висячий сад і декоративний сад із фонтанами, «затонулі сади». Унизу пагорба, майже біля берегової лінії, є велика квіткова клумба у формі кленового листка, яку видно з вершини пагорба. На початку 1900-х років ця територія була зоною катання на санках. Санні траси були побудовані від вершини пагорба до крижаної поверхні ставка. Весільна фотозйомка більше не дозволяється в садах на схилі пагорба.
На північ від Колборн-Лодж розташований дитячий сад у Гай-Парку. Він проводить програми для шкіл восени та навесні та денні табори протягом літа, щоб діти дізналися про вирощування рослин і парки Торонто. Дитячий сад і Колборн-Лодж щорічно восени проводять «Свято врожаю». На святі діти займаються ремісничою діяльністю, декоруванням гарбузів, садівництвом, традиційними іграми та катанням на фургонах.
На північний схід від Ґренадір-кафе розташовані 109 садів Гай-Парку. На схід, на південь від Сентр-роуд, розташовані оранжереї Гай-Парку. З 1956 року оранжереї Гай-Парку вирощують мільйони однорічних і багаторічних рослин для паркової системи Торонто. Дев'ять взаємопов'язаних теплиць дають змогу побачити, як рослини вирощуються та розповсюджуються по місту. Теплиці зазвичай не відкриті для публіки, але іноді відкриті для екскурсій.
Далі на північ, навколо Лісової школи Гай-Парку, в колишньому саду скульптур є кілька прикладів скульптури на відкритому повітрі. Скульптури були замовлені та розміщені навколо території для міжнародного симпозіуму 1967 року. Кілька скульптур розміщені в лісовій зоні. Після симпозіуму кілька скульптур було переміщено в інші місця Торонто. Одна композиція була перенесена до Corktown Common, а інша до Iceboat Terrace, на захід від Спадайна-авеню.

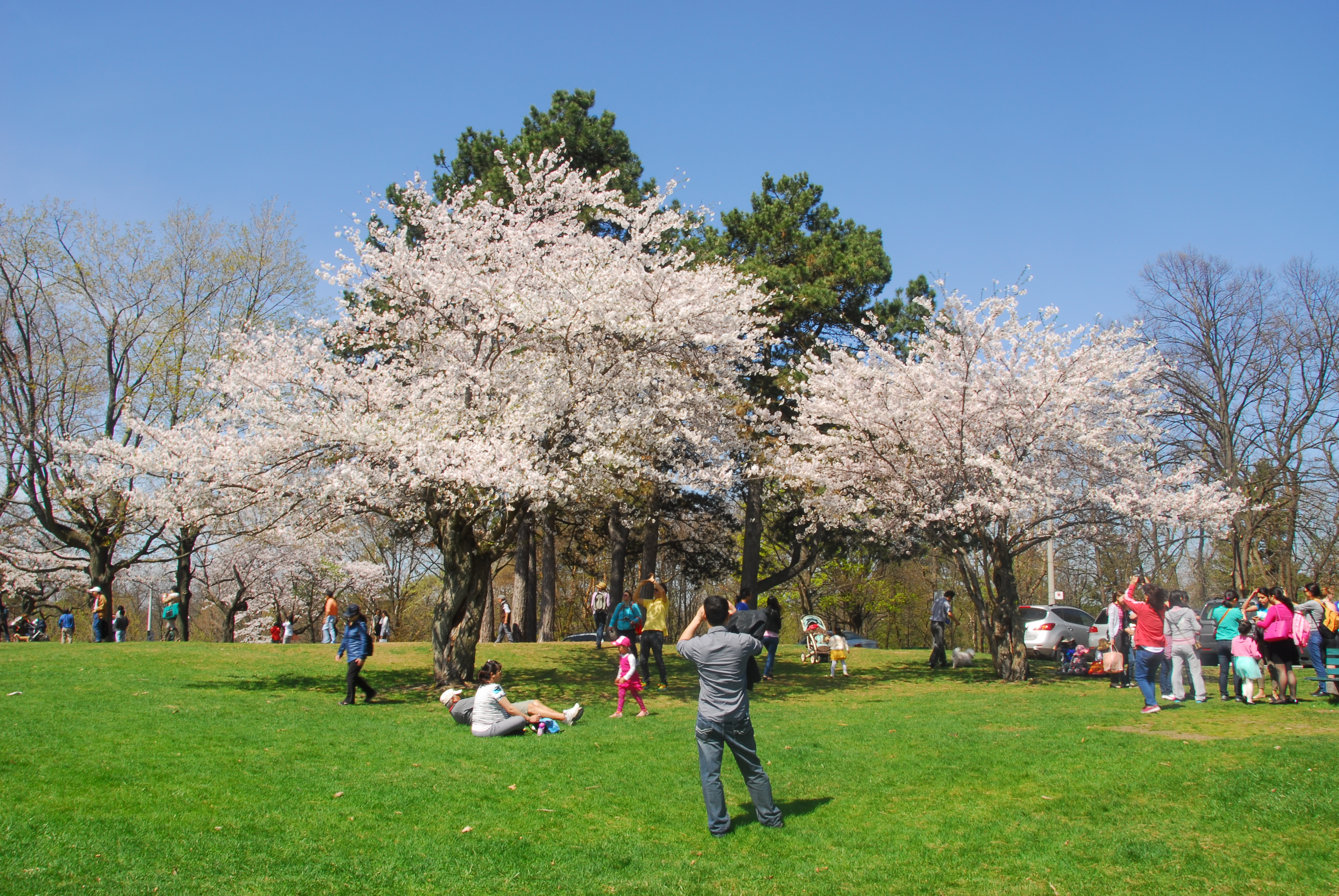
Японські вишневі дерева, найстаріші з яких висаджені в 1959 році.

### Вишневі дерева
У парку є кілька насаджень японської вишні, які своїм цвітом щорічно приваблюють тисячі відвідувачів з кінця квітня до початку травня. Основним насадженням є гай дерев уздовж дороги, що починається біля Ґренадір-кафе, і веде вниз до ставка Ґренадір-Понду. Інші насадження розташовані вздовж Вест-роуд, на березі ставка та на захід від дитячого майданчика Джеймі Белла. У 1959 році в Гай-парку було висаджено перше японське вишневе дерево Сомей-Йошіно, подарунок жителів Токіо. Меморіальна дошка позначає місце в 1959 році, де дерева були подаровані японським послом меру Торонто Нейтану Філліпсу. Загалом Торонто отримало понад 2000 вишневих дерев.
Ще 34 вишневі дерева були подаровані Гай-Парку в 2001 році від проєкту Sakura. Їх висадили навколо саду Maple Leaf на східному березі ставка. У 2006 році в парку було висаджено ще 16. У березні 2019 року сакура в Гай-парку показала, що після жорстокої зими на деяких деревах з'явилися ознаки пошкодження, однак на багатьох з'явилися здорові бруньки, з яких відросли нові гілки. Велика кількість відвідувачів зумовила необхідність закриття парку для автомобільного руху в період цвітіння.

### Ґренадір-кафе

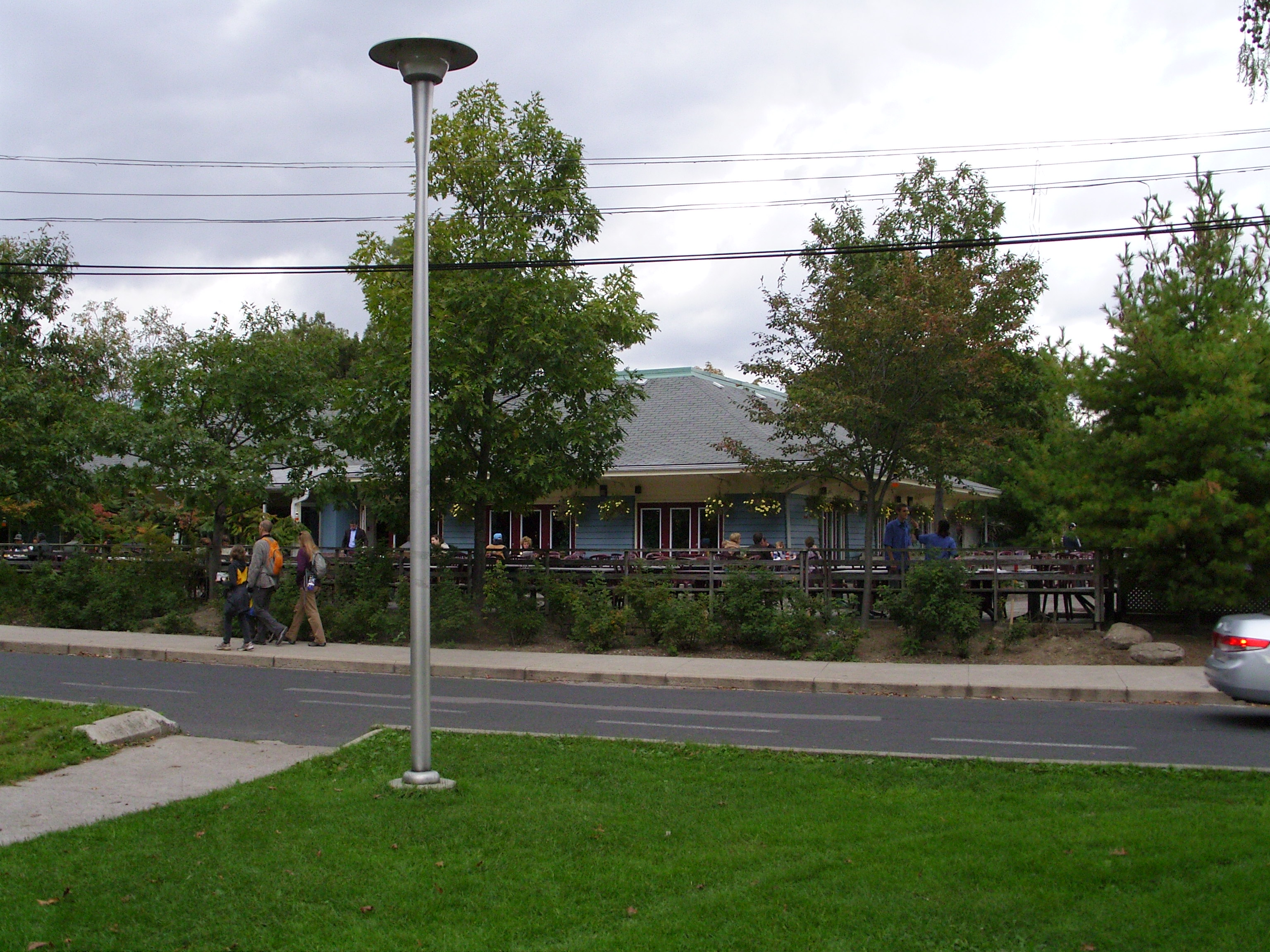
Ґренадір-кафе - це ресторан з відкритим внутрішнім двориком, розташований у центрі парку.

Ресторан на 300 місць і відкритий внутрішній дворик розташовані в центрі парку на перехресті Вест-роуд і Колборн-Лодж-роуд. Ресторан відкрився у травні 1958 року як їдальня та кав'ярня, відома як The Grenadier. Зовнішня зона внутрішнього дворика була додана пізніше. У зв'язку з умовою перевезення Говардів, яка забороняє вживання алкоголю в парку, Гай-Парк є останньою «сухою» територією міста Торонто, і відповідно в кафе немає ліцензії на продаж алкоголю. Ресторан належить муніципалітету Торонто та приватно управляється за контрактом Grenadier Group.
У літні вихідні дні працює відкритий «органічний» ринок. Двічі на рік га території кафе проводять розпродаж рідних рослин парку для збору коштів на природоохоронну діяльність. Рослини є рідними для Гай-Парку та Онтаріо, і їх вирощування рекомендується для збереження корінних видів. Кафе також використовується для громадських зустрічей.
Лабіринт, заснований на шаблоні Шарта, розташований на північ від кафе, позначений на бетонному колі, який раніше використовувався як притулок для пікніків. Він був встановлений у 2004 році.

### Пам'ятник Лесі Українці

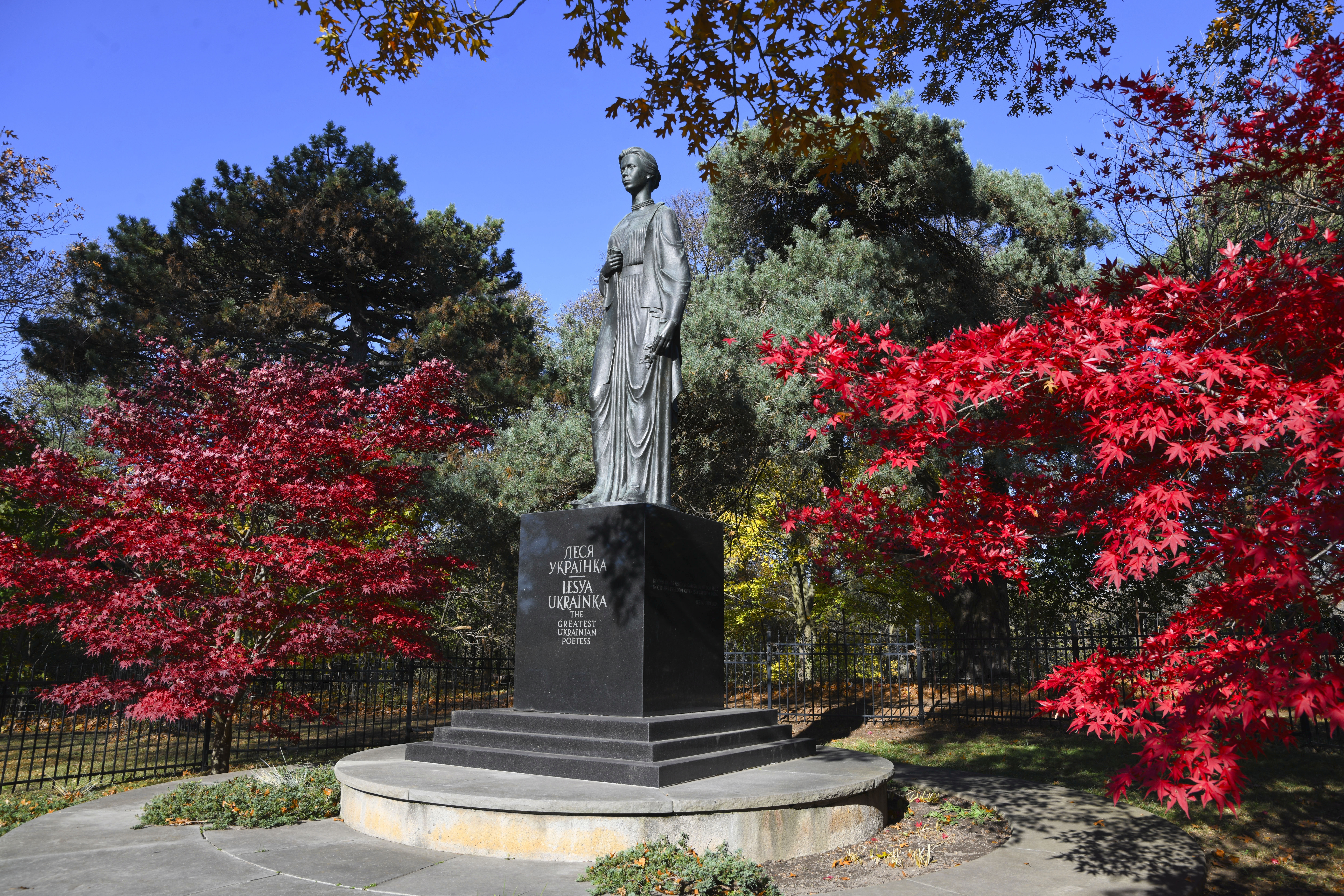
Пам'ятник Лесі Українці в обрамленні дерев японського клена

Недоходячи до Ґренадір-кафе зліва від дороги на подвійно обгородженій території в оточенні дубів, сосен і японських кленів стоїть пам'ятник Лесі Українці роботи Михайла Черешньовського. Монумент було споруджено в середині жовтня 1975 року на замовлення Жіночої Ради Конґресу Українців Канади. Пам'ятник являє собою бронзову постать поетеси на постаменті з чорного граніту. Коло пам'ятника періодично відбуваються події, організовані торонтонською українською громадою — святкування, молебні, концерти. Останніми роками сюди прямує Парад Вишиванок. За цих нагод спеціально відчиняються ворота огорожі, які інакше постійно перебувають на замку.

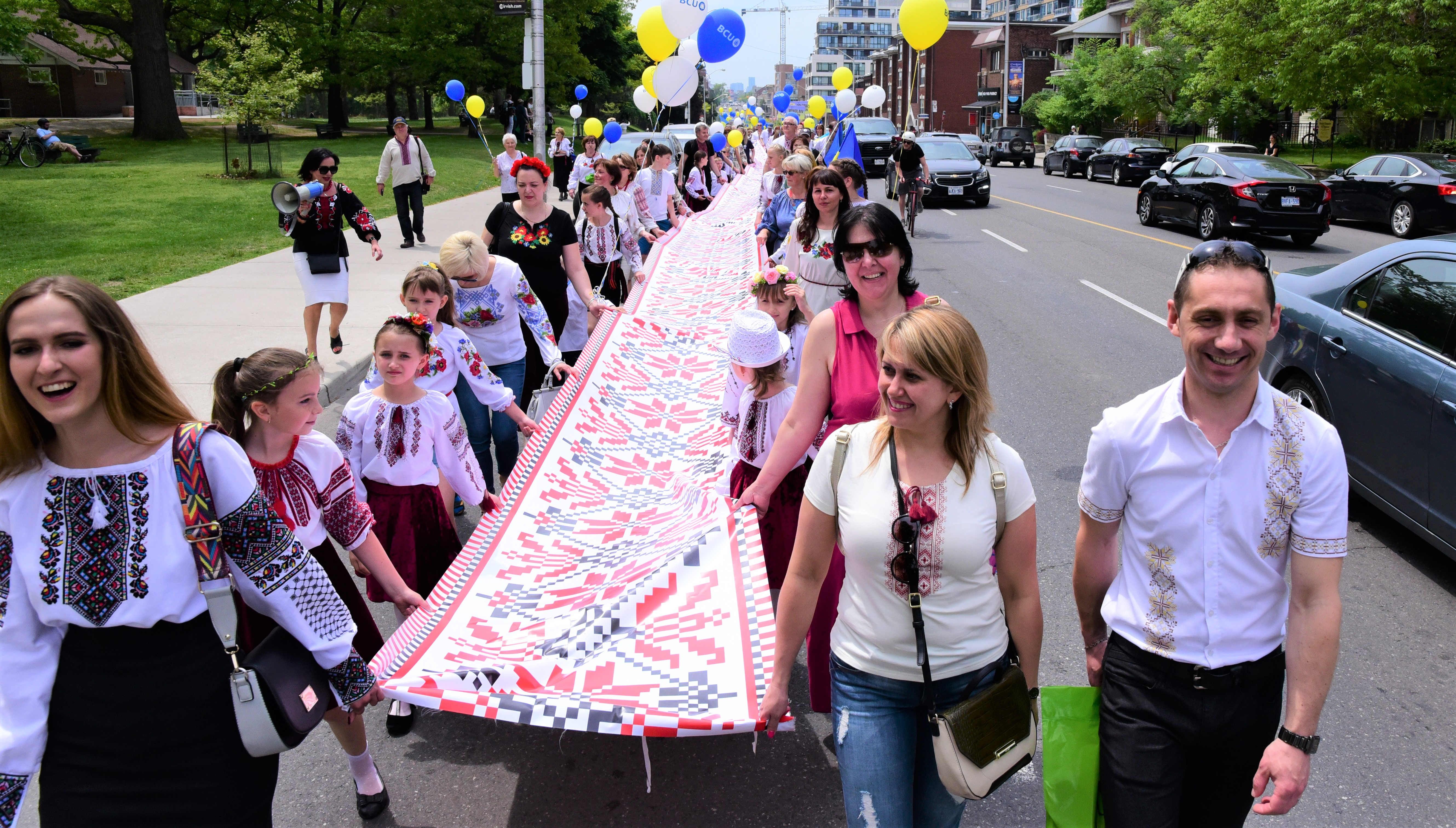
Вишивана хода 2018 по вул. Блюр поруч з Гай-Парком. Учасники несуть багатометровий «вишитий рушник».

### Природничий центр Гай-Парку

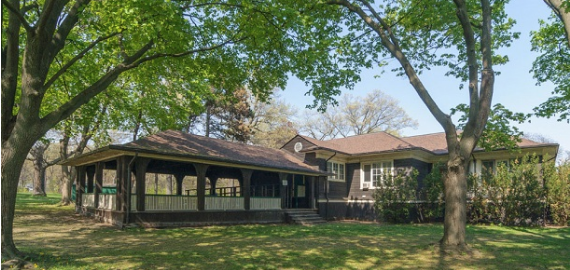
Природничий центр Гай-Парку розташований у будівлі «школи» High Park Forest School.

Природничий центр Гай-Парку, розташований у будівлі «лісової школи», пропонує цілорічні програми для вивчення природи як на відкритому повітрі, так і в приміщенні. Тут є програми для батьків з немовлятами, дітей шкільного віку, а також сімейні прогулянки, майстер-класи та лекції для дорослих. Низка програм за участю волонтерів здійснює опікунську діяльність у Гай-Парку для збереження місцевих видів рослин, включаючи щорічне видалення інвазивних видів, таких як крушина. Центр також організовує прогулянки на природі в парку. У 2016 році понад 12 000 відвідувачів взяли участь у програмі Природничого центру Гай-Парку.
Центром керує High Park Initiatives, зареєстрована некомерційна організація. У 2014 році природничий центр Гай-Парку отримав ґрант фонду Ontario Trillium Foundation, який дозволив придбати меблі для обладнання значно більшого приміщення Лісової школи, а також для розширення програми. В 1999 році за сприяння ґранту Weston Parks Challenge Grant було створено Відкритий міський простір відновлення (OURSpace).

### Зоопарк Гай-Парк

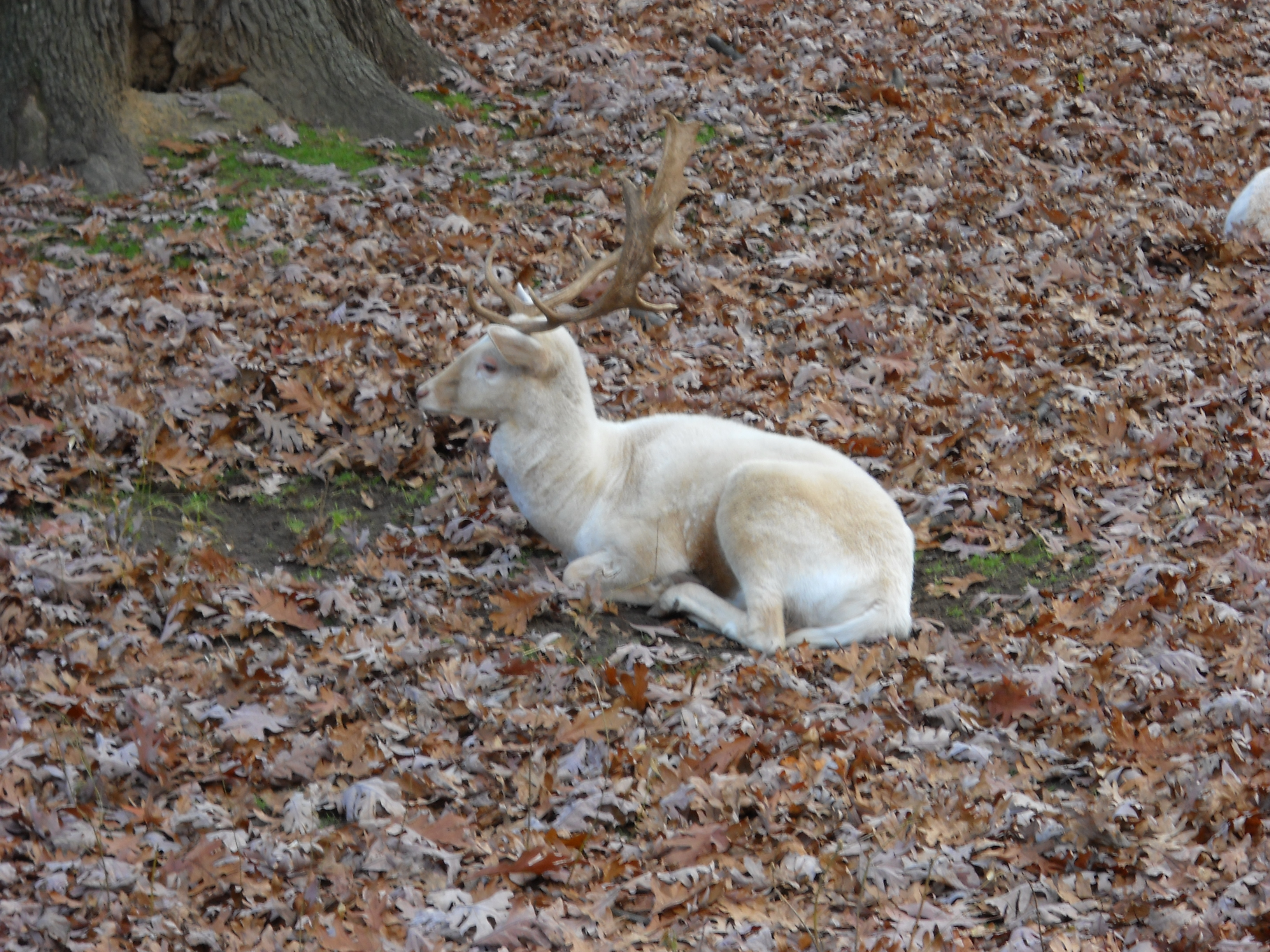
Білий олень відпочиває в зоопарку Гай-Парк

Зоопарк Гай-Парк — це невелика колекція тварин у загорожах вздовж Дір-Пен-роуд, яка піднімається від східного яру до плато біля ресторану Ґренадір. У зоопарку в одинадцятьох загонах утримуються американські бізони, берберійські вівці, капібари, ему, високогірна велика рогата худоба, лами, муфлони, павичі, північні олені, валлабі та яки. Зоопарк працює цілий рік з 7:00 до сутінків. У вихідні з березня до жовтня загін для лам відкритий для відвідувачів, щоб погодувати та погладити лам. Курей і кроликів також тримають, щоб діти могли спілкуватися з ними одночасно з відвідуванням лам.
За тваринами зоопарку доглядають працівники відділу парків Торонто, лісового господарства та рекреації та волонтери Friends of High Park Zoo. Бюджет зоопарку частково покривається за рахунок волонтерських пожертвувань у скриньки, розташовані вздовж зоопарку, та онлайн-пожертвувань благодійних фондів. Friends of High Park Zoo було засновано після того, як міська рада Торонто проголосувала за скасування фінансування зоопарку в 2012 році. Організація оголосила генеральний план покращення зоопарку, який вона сподівається зробити.
Практика утримання тварин у парку виникла в 1893 році з утримання оленів. Зоопарк отримав висвітлення в міжнародних ЗМІ в 2015 році, коли павич втік і кілька тижнів мандрував на волі в околицях, перш ніж сам повернувся в зоопарк.

#### Капібари
Пара капібар, які утримувалися в зоопарку, втекла в травні 2016 року Після того, як перші спроби зловити їх не увінчалися успіхом, мешканці бачили капібар по всьому місту. 6 червня капібари все ще були на волі, і на їх честь був створений обліковий запис у Twitter. 12 червня одну з капібар виловили. 28 червня була спіймана друга капібара. За їхні подвиги обох прозвали Бонні і Клайд. У 2017 році пара стала батьками трьох дитинчат. Трьох дитинчат назвали Ґедді, Алекс і Ніл на честь учасників рок-групи Rush з Торонто.

### Шекспір у Гай-Парку
Протягом літніх місяців Canadian Stage Company ставить вибрані п'єси Шекспіра в амфітеатрі парку. Амфітеатр розташований на схилі пагорба прямо на схід від Ґренадір-кафе і вміщує кілька сотень людей. Щорічна подія називається «Шекспір у Гай-Парку» і користується популярністю серед мешканців Торонто.

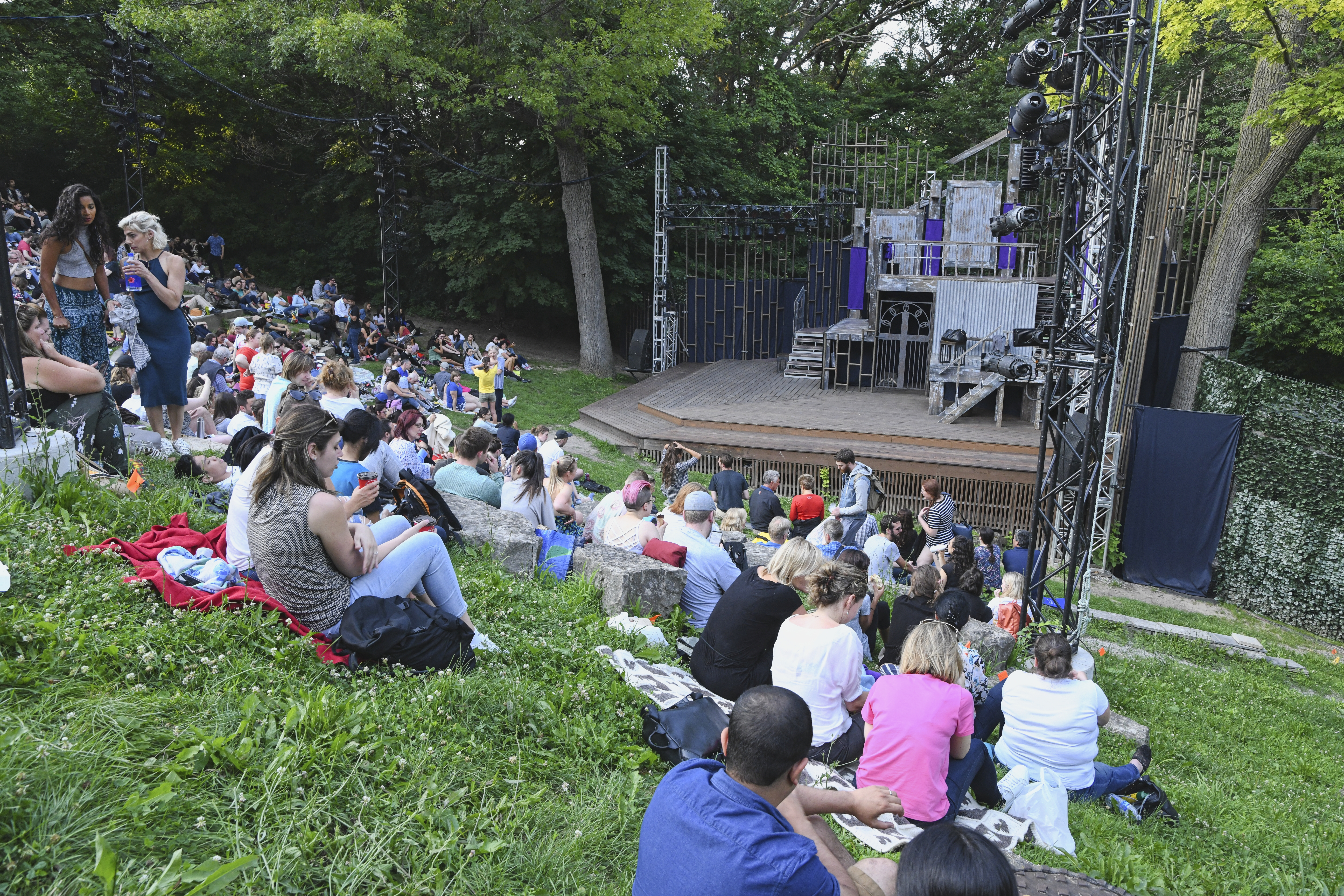
Публіка перед початком шекспірівської вистави

## Відпочинок
У Гай-Парку є два основні дитячих майданчики. У північно-західному квадранті є ігровий майданчик із дитячим басейном, місцями для пікніка та снек-баром. У западині в південно-східному куті парку волонтери в 1999 році влаштували «майданчик пригод» для дітей. Він складається з дерев'яних ігрових конструкцій в замковому стилі і кількох гойдалок. Ігровий майданчик названо на честь Джеймі Белла, волонтера, який спочатку став піонером цієї ідеї. У березні 2012 року в результаті підпалу згоріла частина дерев'яних ігрових конструкцій. Новий замок, створений Майком Голмсом і ландшафтним архітектором Джанет Розенберґ, був відбудований у вихідні 7–8 липня 2012 року волонтерами. Ще один невеликий ігровий майданчик знаходиться в яру на північ від Ґренадерського ставка.
У парку є території для вигулу собак. На північний схід від Ґренадір-кафе є велика зона «без повідка». На решті території парку собаки повинні залишатися на повідку.

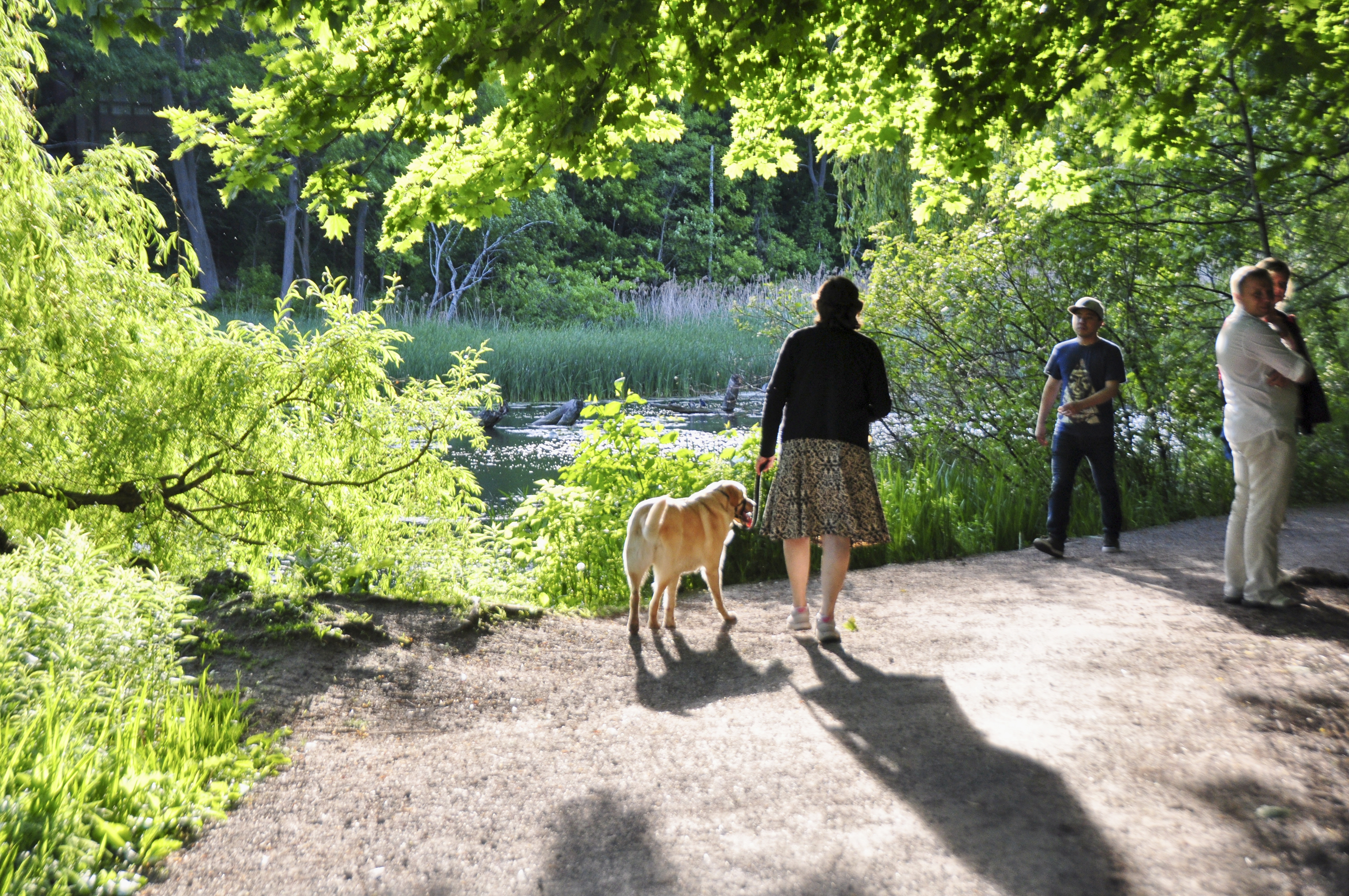
На всій території можна гуляти з собаками на повідку

По всьому Гай-парку є ґрунтові стежки, призначені лише для туристів і пішоходів. Їзда на велосипеді заборонена (за законом) ґрунтовими стежками та дорогами в парку, щоб запобігти ерозії та не заважати відвідувачам. Кілька колишніх доріг у парку були закриті для автомобільного руху, але все ще доступні для пішоходів і велосипедистів. Взимку пішохідні стежки облаштовані для катання на бігових лижах і снігоступах.

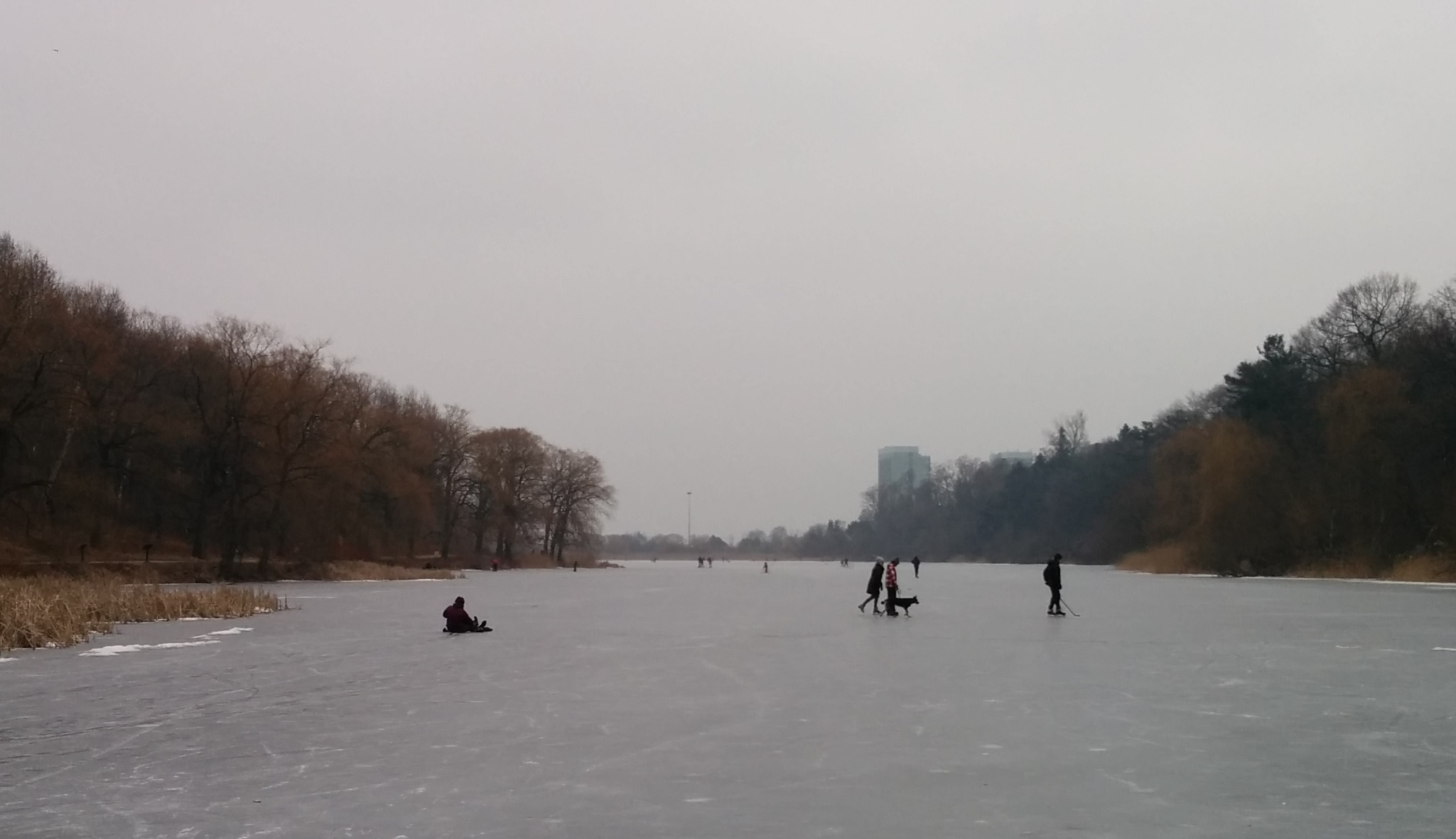
Ковзанярі на Ґренадір-Понд у січні 2015 року.

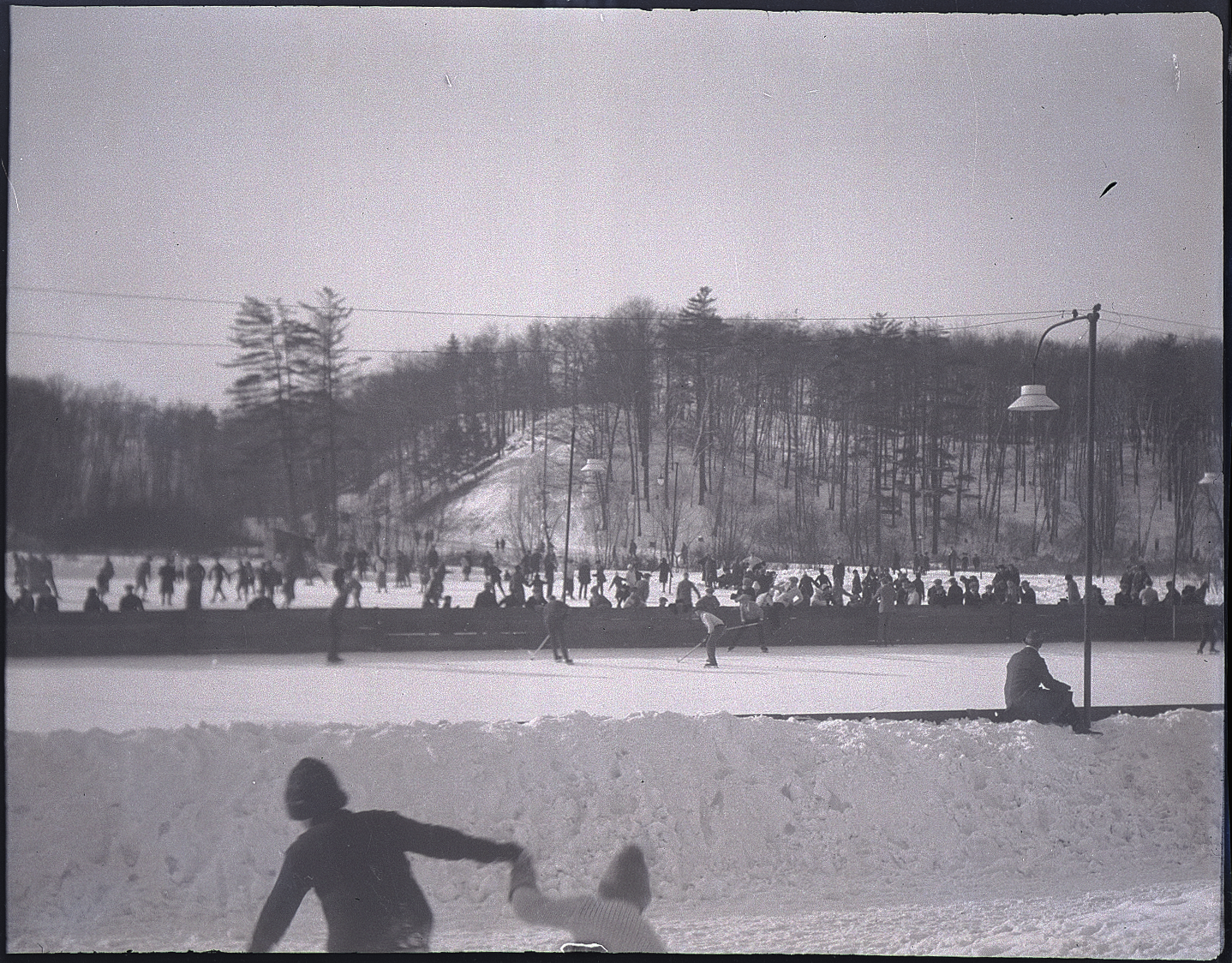
Гокейна гра в Гай-Парку, Торонто, знята в січні 1925 року з фондів М. О. Гаммонда, що зберігаються в Архіві Онтаріо.

Влітку працює муніципальний плавальний комплекс з водяною гіркою, майданчиком для стрибків і неглибокою зоною. Станом на  2008, вхідна плата за його використання не стягується. Басейн перебуває під наглядом рятувальників.
Катання на ковзанах на ставку Ґренадір-Понд було заборонено Департаментом парків Торонто з 2001 року, але він все одно залишався улюбленим місцем для катання на ковзанах у західній частині міста для жителів Торонто. У минулому «старе» місто Торонто затоплювало поверхню з отворів, пробурених у льоду, і розчищало місця для ковзанок. У 2015 році міська рада Торонто проголосувала за фінансування програми моніторингу льоду вартістю 25 000 доларів США та віднолвення легалізації катання на ковзанах. Рекордно холодна зима 2015 року довела до того, що багато людей каталися на льоду, незважаючи на те, що посадові особи намагалися виписати штрафи вартістю 125 доларів. Льодові умови тепер щорічно контролюються працівниками парків і зон відпочинку Торонто, а стан льоду публікується на веб-сайті міста Торонто. Ґренадір-Понд — єдина відкрита водойма, на якій місто Торонто дозволило кататися на ковзанах.

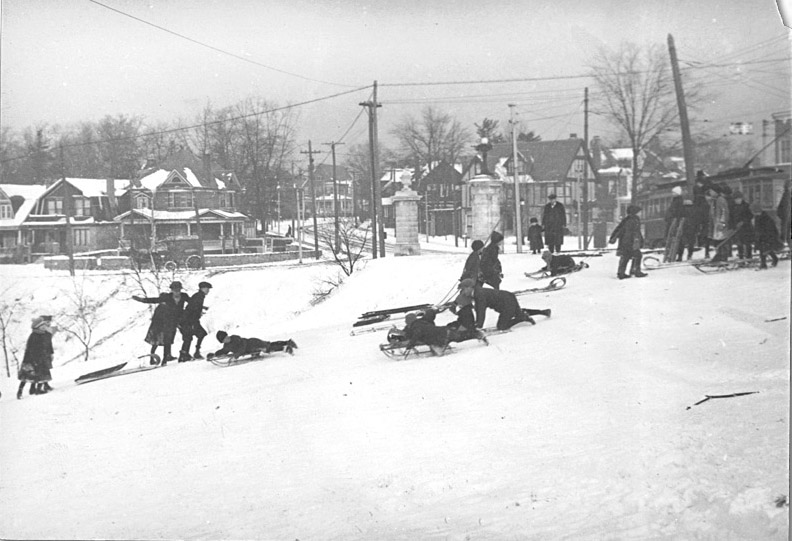
Катання на санях у Гай-Парку, 1918 рік. Діяльність залишається популярною в деяких районах Гай-Парку.

Катання на санчатах було популярною розвагою в парку. Зараз це робиться лише на пагорбі на Говард-Парк-Авеню та Парксайд-Драйв. Кілька санних трас існували в минулому в районі садів на схилі пагорба, а «чаша» на дні старої санної траси все ще існує на схід від Ґренадір-Понд, на північний захід від Ґренадір-кафе, для траси, яка починалася від Вест-роуд і закінчувалася коло чаші біля ставка. Траса більше не використовується, дерева блокують трасу.

### Спортивні споруди
У центральній частині парку є два футбольні поля та три бейсбольні майданчики, доступні для організованої гри. Один із бейсбольних майданчиків є домашнім для бейсбольної організації Гай-Парк, яка забезпечує організовані бейсбольні програми для дітей «Little League». Найменший майданчик призначений для гри в T-Ball, а велике поле за майданчиком малої ліги призначене для старших гравців. Поруч з майданчиком малої ліги розміщений басейн Гай-Парк. Взимку гокейна ковзанка працює на північ від басейну. Ковзанка була відремонтована в 2009 році завдяки пожертвам професійної хокейної команди Торонто Мейпл Ліфс і роздрібного продавця Home Depot.
Є пара тенісних кортів у двох окремих місцях. Уздовж Колборн-Лодж-роуд, на північ від басейну, є бетонні корти, якими керує тенісний клуб High Park. Уздовж Парксайд-Драйв, між Говард-Парк-авеню та Блюр-стріт, є ряд тенісних кортів і клубний будинок, яким керує Тенісний клуб Говарда.
Гай-парк використовувався для велосипедних змагань під час Ігор Нескорених у 2017 році замість островів Торонто, які все ще оговтувалися від повеней навесні та влітку 2017 року.

## Друзі парку
Програма волонтерського опікунства (VSP) — це волонтерська група, яка працює з працівниками Міського лісового господарства та садівництва міста Торонто, щоб захистити та відновити решту природних територій Гай-Парку, включаючи великі території савани з чорними дубами та пов'язаною флорою і фауною. Весняні, літні та осінні заходи включають посадку, збір насіння та видалення інвазивних видів із місць відновлення. Є навчальні презентації та деякі тепличні роботи взимку. Волонтерський комітет High Park Natural Environment Committee консультує місто з екологічних питань у парку. Групи створили веб-сайт highparknature.org з інформацією про Гай-Парк.

## Навколишні квартали

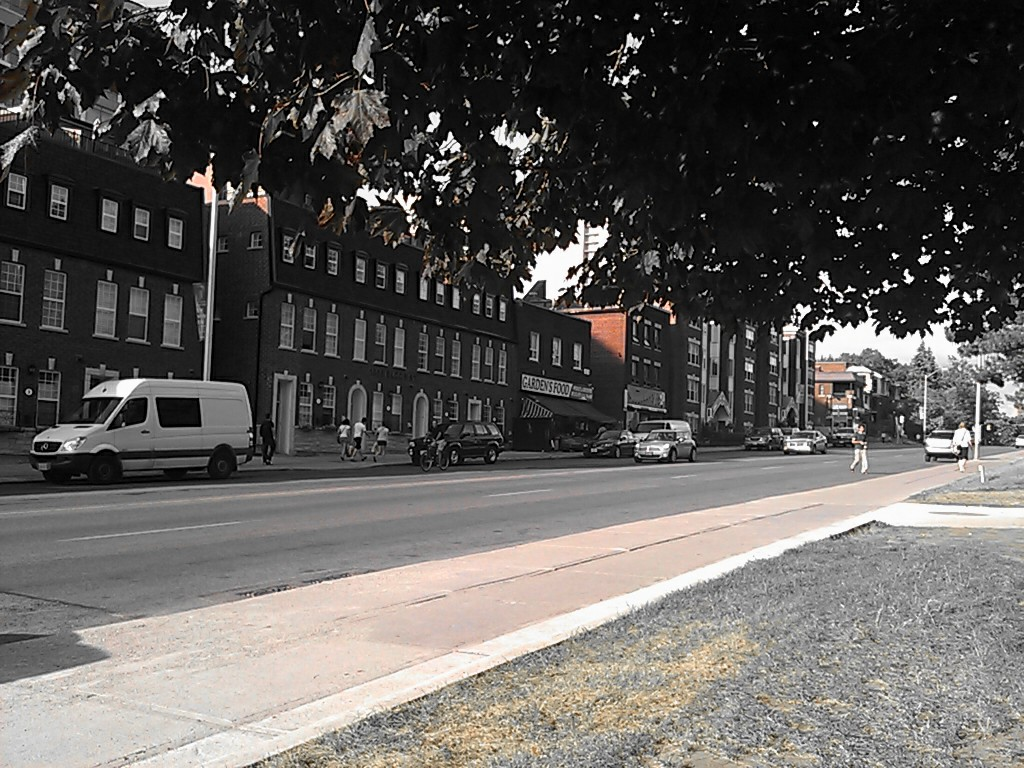
Вид на північну частину Гай-Парку з вулиці Блюр, північної межі Гай-Парку. Північний Гай-Парк — район, що прилягає до Гай-Парку.

Гай-Парк також отримав свою назву від двох назв районів, які використовує місто Торонто, «Гай-Парк–Свонсі» і «Гай-Парк-Норт», що прилягають до парку. Гай-Парк-Свонсі охоплює територію на захід від проспекту Ронсесвілс, до вулиці Блюр на півночі та річки Гамбер на заході, яка включає сам Гай-Парк. Гай-Парк-Норт охоплює територію на схід від Раннімід-роуд, на північ від Блюр, на північ від яАннет-стріт і Гамберсайд-авеню, і на схід від залізничних ліній CNR/CPR на схід від Дандас-стріт.
Гай-Парк-Норт знаходиться в межах колишнього міста West Toronto Junction. Ці райони були забудовані в десятиліття після 1900 року і в основному являють собою окремі або напівприєднані будинки. На північ від Гай-Парку в цьому районі активно розвиваються забудовники, включаючи кілька великих житлових веж. Мешканці на північ і схід від парку зазвичай називають свій район Гай-Парк.
На заході розташоване Свонсі, яке колись було селом навколо металургійного заводу. На південь від Гай-Парку розташована берегова лінія Саннісайд на озері Онтаріо. Уздовж озера розташовані пляжі, кілька ігрових майданчиків, басейни для прогулянок, басейн Ґаса Райдера та купальний павільйон Sunnyside. Район на схід від Гай-Парку та на південь від вулиці Блюр також відомий як історичний центр поселення поляків Ронсесвілс.

## Пам'ятники та скульптури

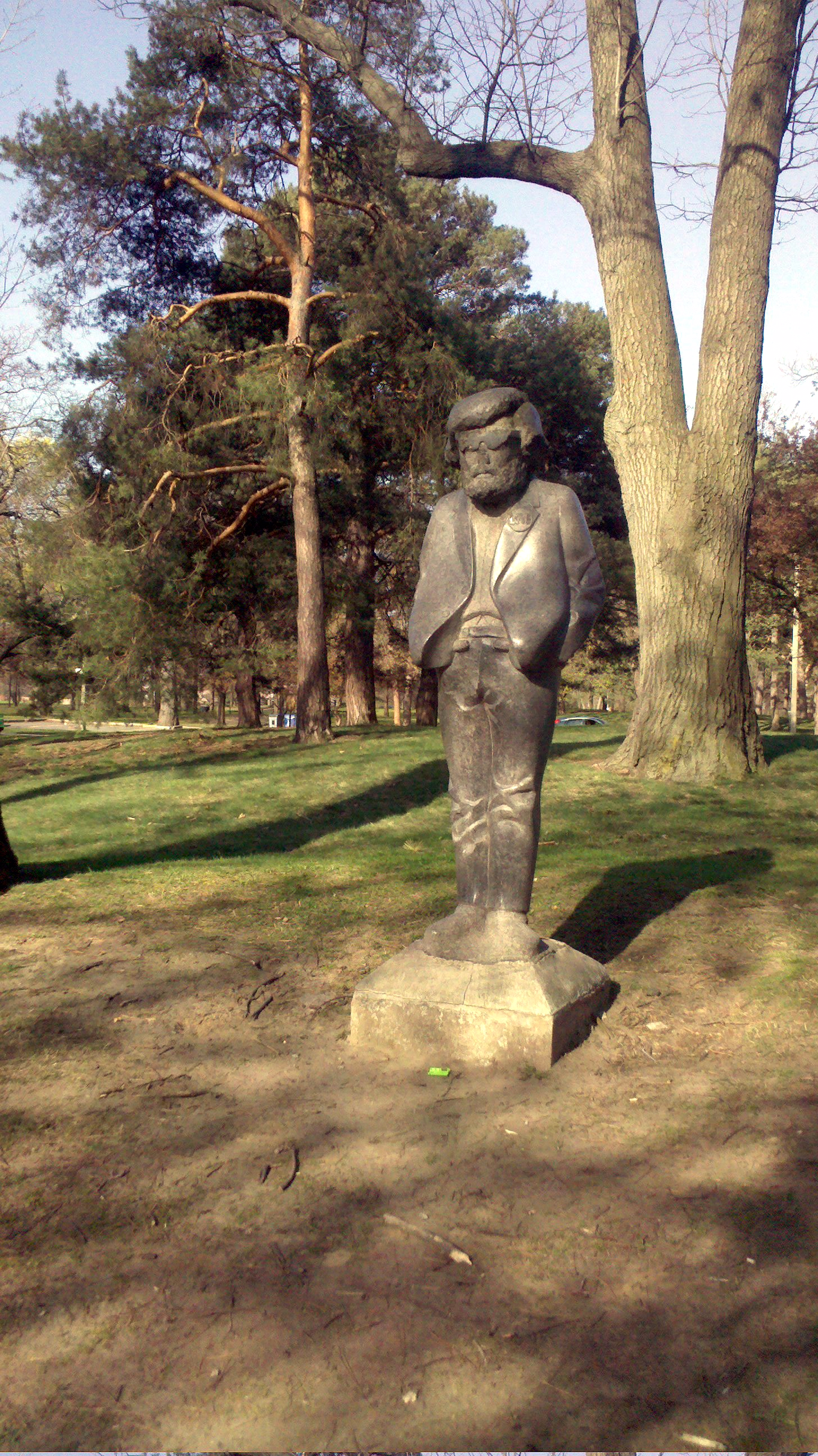
Гіпі Вільяма Кучіна, 1967 рік, одна з кількох скульптур у Гай-парку.

- Пам'ятник Джону Г. і Джемаймі Говардам, благодійникам парку
- Пам'ятник Лесі Українці, скульптор Михайло Черешньовський, 1975 р.
- Португальський кам'яний хрест (padrão), на відзнаку 25-ї річниці португальської громади в Канаді 1953–1978, 1978

У 1967 році район на схід від Колборн-Лодж-роуд, на південь від вулиці Блюр-стріт-Вест, був місцем проведення Міжнародного скульптурного симпозіуму в Торонто, де було встановлено багато скульптур. П'ять із початкових десяти постійних творів залишилися в Гай-Парку:
- Гіпі, Вільям Кучін, 1967
- Сон літньої ночі, Вессел Кузейн, 1967
- Листопадова піраміда, Бернард Шоттлендер, 1967
- Храм, Г'юберт Далвуд, 1967
- Три диски, Менаше Кадішман, 1967

## У популярних ЗМІ
Гай-Парк є одним із центральних подій роману канадського письменника Андре Алексіса «П'ятнадцять собак», який отримав премію 2015 року.

## Доступ

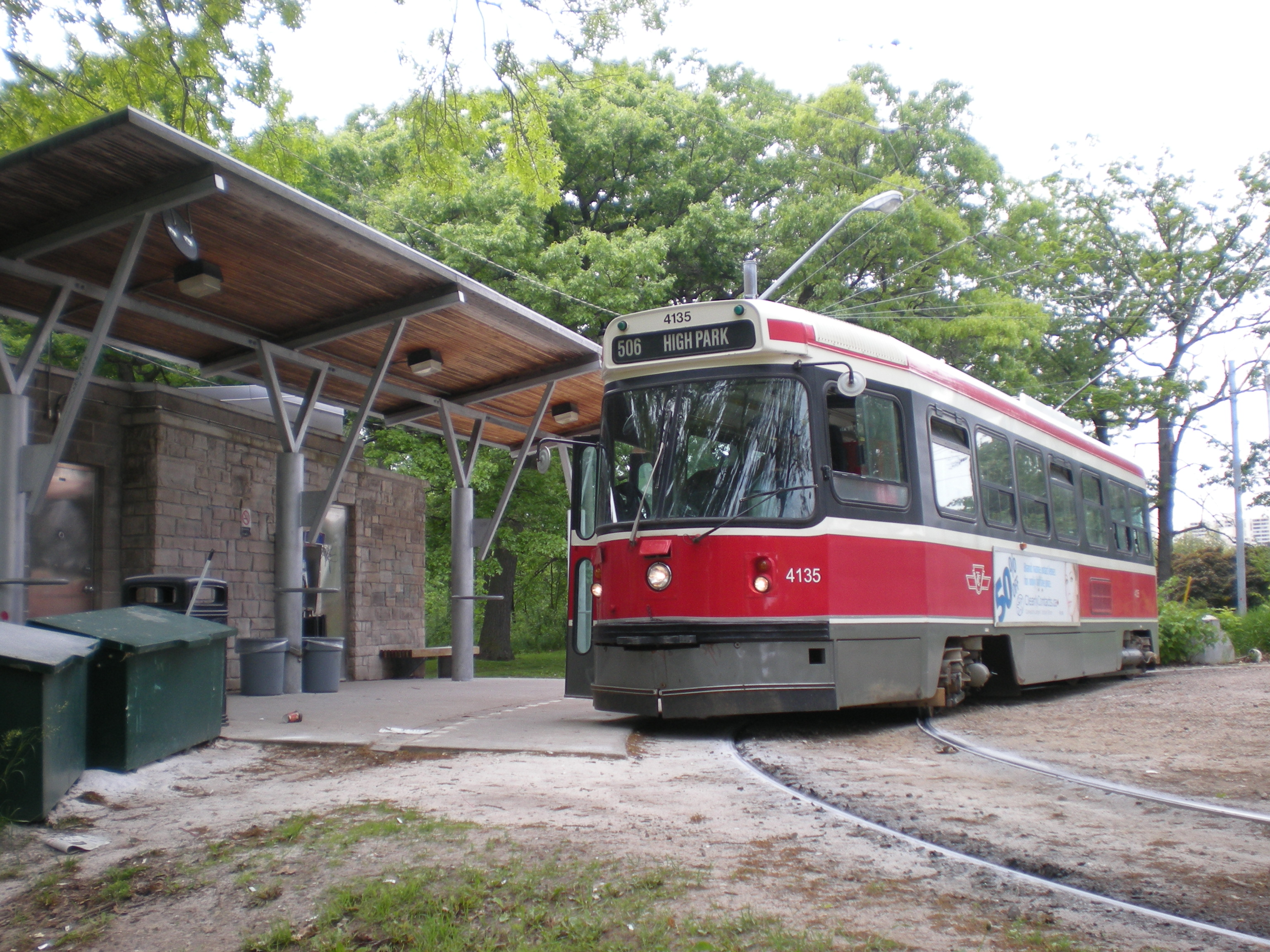
Трамвай Транзитної комісії Торонто на Гай-Парк-Луп.

До Гай-Парку можна дістатися через TTC:
- Станції метро High Park і Keele на лінії метро Bloor–Danforth
- 501 трамвай, 506 трамвай і 80 автобусні маршрути Queensway
- Автобус 30B High Park робить петлю всередині парку від Дня Вікторії до Дня праці

Автомобільний проїзд дозволений до більшої частини парку, хоча деякі дороги закриті для руху транспорту. Паркувальні майданчики є біля дитячого майданчика та зоопарку Bell, біля Colborne Lodge, біля Grenadier Cafe, басейну High Park та північно-західного дитячого майданчика, а також уздовж деяких доріг. Влітку по неділях дороги закриті для руху. Колборн-Лодж-роуд не пропускає рух транспорту від вулиці Квінсвей далі за паркувальний майданчик біля будиночка. На дорогах у межах Гай-Парку діє обмеження швидкості до 20 км/год.
Люди можуть дістатись до парку пішки або на велосипеді дорогами й вулицями і в'їжджати з прилеглих районів. Також можна пройти стежкою Мартіна Ґудмана вздовж озера Онтаріо до точок на південь від парку.

## Зовнішні посилання
- Офіційний сайт
- Map of High Park in (PDF)
- High Park Community Advisory Council
- Highparknature.org - Natural Environment Committee and VSP website about High Park
- High Park Nature Centre